# Чернышово (Московская область)
Чернышово — село в Ступинском районе Московской области в составе Городского поселения Михнево (до 2017 года) (до 2006 года — входило в Кузьминский сельский округ).

## Население
| 2002 | 2006 | 2010 |
| ---- | ---- | ---- |
| 14   | ↘2   | ↘1   |

Чернышово расположено на северо-западе района, у истоков запруженной реки Сосенка (левый приток Лопасни), высота центра села над уровнем моря — 175 м. Ближайшие населённые пункты на юго-западе: Макеево — около 0,9 км и Петрищево — примерно в 1,3 км.
На 2016 год Чернышово, фактически, дачный посёлок — при 1 жителе в селе 1 улица — Полевая и 3 садовых товарищества. В селе в 1915 году была построена кирпичная часовня, до наших дней не сохранившаяся.